# Mangosta cuablanca
La mangosta cuablanca (Ichneumia albicauda) és l'espècie més grossa de mangosta. És l'única espècie vivent del gènere Ichneumia.

## Distribució i hàbitat
La mangosta cuablanca viu a gran part de l'Àfrica al sud del desert del Sàhara, i a la part sud de la península Aràbiga. Viuen en una gran varietat d'hàbitats, des de deserts fins a boscos de sabana, però evita les àrees humides com la conca del riu Congo. Prefereixen les zones de vegetació espessa, com les vores dels boscos i rierols amb vegetació.

## Descripció
La mangosta cuablanca té un pes que varia de 2,9 a 4,2 quilos, una longitud conjunta de cap i cos que varia entre 53 i 71 centímetres, i una longitud de cua que varia entre 40 i 47 centímetres. Les seves potes són relativament llargues per una mangosta. El cap és gran i puntegut. Les orelles són grans i arrodonides i es troben als costats del cap. El seu cos té un pelatge que té una coloració que varia del groc al marró, amb pèls llargs negres, donant-li un aspecte general de color gris canós. Les potes davanteres i posteriors són de color negres des del colze i el genoll cap avall respectivament. La cua és de color marró groguenc des del naixement fins a la meitat, i de color blanquinós la resta. La cua pot arribar a tenir una longitud de fins al 40% de la seva longitud total. No tenen pèl als llavis superiors ni a les potes de dels palmells fins als canells. Les femelles tenen 4 mugrons.

## Etimologia
El nom del gènere, Ichneumia, prové de la paraula grega ichneumon, que vol dir 'rastrejador'. Aquest nom també es troba en el nom de la mangosta comuna (Herpestes ichneumon). El nom de l'espècie, albicauda, prové de les paraules llatines albus, que vol dir 'blanc', i cauda, que vol dir 'cua'.

## Dieta
La mangosta cuablanca s'alimenta principalment d'insectes, però no exclusivament. Els acrídids, els escarabats i els grills, formen part important de la seva dieta. També s'alimenta de rates, ratolíns, musaranyes, llangardaixos, serps i petits ocells, a més de, ocasionalment, fruits i baies. També s'alimenta d'ous d'ocells, els quals obre colpejant-los entre les potes del darrere contra una pedra o algun objecte dur. És sabut que ataquen els galliners, a les zones on es crien aus de corral.

## Comportament
La mangosta cuablanca és bàsicament un animal nocturn i terrestre. Passa el dia a caus abandonats, termiters, o cavitats sota les arrels dels arbres. L'àrea mitjana de distribució de cada individu és de 0,97 km² en el cas dels mascles, i de 0,64 km² en el cas de les femelles. Les àrees de distribució dels mascles no se superposen, fet que si succeeix significativament quan es tracta de sexes oposats. Les femelles viuen soles amb les seves cries o en petits grups amb altres femelles i les seves cries, encara que no s'associen entre si. Tot i que comparteixen àrea de distribució, cerquen aliment per separat. Són, en la seva major part, criatures solitàries, que només s'ajunten amb el sexe oposat per aparellar-se. Els informes sobre grups, corresponen a parelles reproduint-se o mares amb les seves cries. No emigren mai, excepte per establir el seu propi territori fora de l'àrea de distribución de la seva mare.
Són molt vocals, fent un lladruc inusual que s'associa amb el comportament sexual. Quan s'espanten, les seves glàndules anals secreten una substància nociva. A diferència d'altres espècies de mangosta, mai no es posen completament dretes sobre les potes del darrere.

## Reproducció
Tot i que, la informació disponible sobre la reproducció de la mangosta cuablanca és incompleta, se sap que les ventrades tenen lloc més sovint entre febrer i maig, i que mai no donen a llum durant l'estació seca d'agost a novembre, fet que suggereix que només tenen una ventrada per any. Les cries es troben completament desenvolupades als nou mesos d'edat, i al voltant d'aquestes dates, deixen les mares i es dispersen. S'especula que la maduresa sexual s'assoleix abans dels dos anys, i que el període de gestació és d'uns 60 dies.

## Subespècies
- I. a. albicauda
- I. a. dialeucos
- I. a. grandis
- I. a. haagneri
- I. a. ibeanus
- I. a. loandae
- I. a. loempo